# Salto de altura
El salto de altura es una prueba de atletismo que tiene por objetivo sobrepasar una barra horizontal, denominada listón, colocada a una altura determinada entre dos postes verticales separados a unos 4 metros.
El saltador inicia su competencia en la altura que estime oportuna y dispone de tres intentos para superarla. Una vez superada la altura, el listón se sitúa 3, 4, 5 y algunas veces 6 cm más arriba, dependiendo de la normativa de la competición que se dispute, y el atleta dispone de otros tres nuevos intentos para superarlo, pudiendo renunciar a esa altura y solicitar una superior, y así sucesivamente hasta que incurra en tres intentos fallidos de forma consecutiva, que implican su eliminación de esta prueba.
El salto de altura en su modalidad masculina forma parte del programa de atletismo en los Juegos  Olímpicos modernos desde su primera edición de Atenas 1896. La modalidad femenina debutó en los Juegos de Ámsterdam 1928.

## Récords mundiales

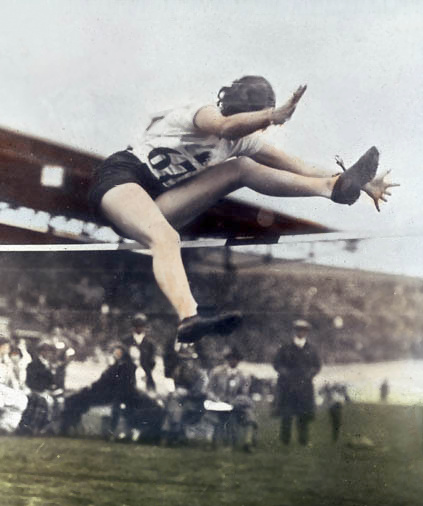
La primera mujer ganadora de oro en los juegos olìmpicos de Ámsterdam, la canadiense Ethel Catherwood, salta en estilo «tijera» en los Juegos Olímpicos de Ámsterdam de 1928.

Actualizado a julio de 2024.
| Récord            | Categoría | Marca (m) | Atleta                                | País           | Lugar            | Fecha                 |
| ----------------- | --------- | --------- | ------------------------------------- | -------------- | ---------------- | --------------------- |
| Mundial (WR)      | Hombres   | 2,45      | Javier Sotomayor                      | Cuba           | Salamanca        | 27-07-1993            |
| Mundial (WR)      | Mujeres   | 2,10      | Yaroslava Mahuchij                    | Ucrania        | París            | 07-07-2024            |
| Olímpico (OR)     | Hombres   | 2,39      | Charles Austin                        | Estados Unidos | Atlanta          | 28-07-1996            |
| Olímpico (OR)     | Mujeres   | 2,06      | Yelena Slesarenko                     | Rusia          | Atenas           | 28-08-2004            |
| Europeo (ER)      | Hombres   | 2,42      | Patrik Sjöberg                        | Suecia         | Estocolmo        | 30-06-1987            |
| Europeo (ER)      | Mujeres   | 2,09      | Stefka Kostadinova                    | Bulgaria       | Roma             | 30-08-1987            |
| Americano (AM)    | Hombres   | 2.45      | Javier Sotomayor                      | Cuba           | Salamanca        | 27-07-1993            |
| Americano (AM)    | Mujeres   | 2,05      | Chaunté Lowe                          | Estados Unidos | Des Moines       | 26-06-2010            |
| Africano (AF)     | Hombres   | 2,38      | Jacques Freitag                       | Sudáfrica      | Oudtshoorn       | 05-03-2005            |
| Africano (AF)     | Mujeres   | 2,06      | Hestrie Cloete                        | Sudáfrica      | París            | 31-08-2003            |
| Asiático (AS)     | Hombres   | 2,43      | Mutaz Essa Barshim                    | Catar          | Bruselas         | 05-09-2014            |
| Asiático (AS)     | Mujeres   | 1,99      | Marina Aitova                         | Kazajistán     | Atenas           | 13-07-2009            |
| Oceánico (OC)     | Hombres   | 2,36      | Tim Forsyth                           | Australia      | Melbourne        | 02-03-1997            |
| Oceánico (OC)     | Mujeres   | 1,98      | Vanessa Browne-Ward Alison Inverarity | Australia      | Perth Ingolstadt | 12-02-1989 17-07-1994 |
| Sudamericano (SA) | Hombres   | 2,33      | Gilmar Mayo                           | Colombia       | Pereira          | 17-10-1994            |
| Sudamericano (SA) | Mujeres   | 1,96      | Solange Witteveen                     | Argentina      | Oristán          | 08-09-1997            |

## Evolución del récord mundial
- Progresión del récord mundial de salto alto.[1][2][3]

### Masculino

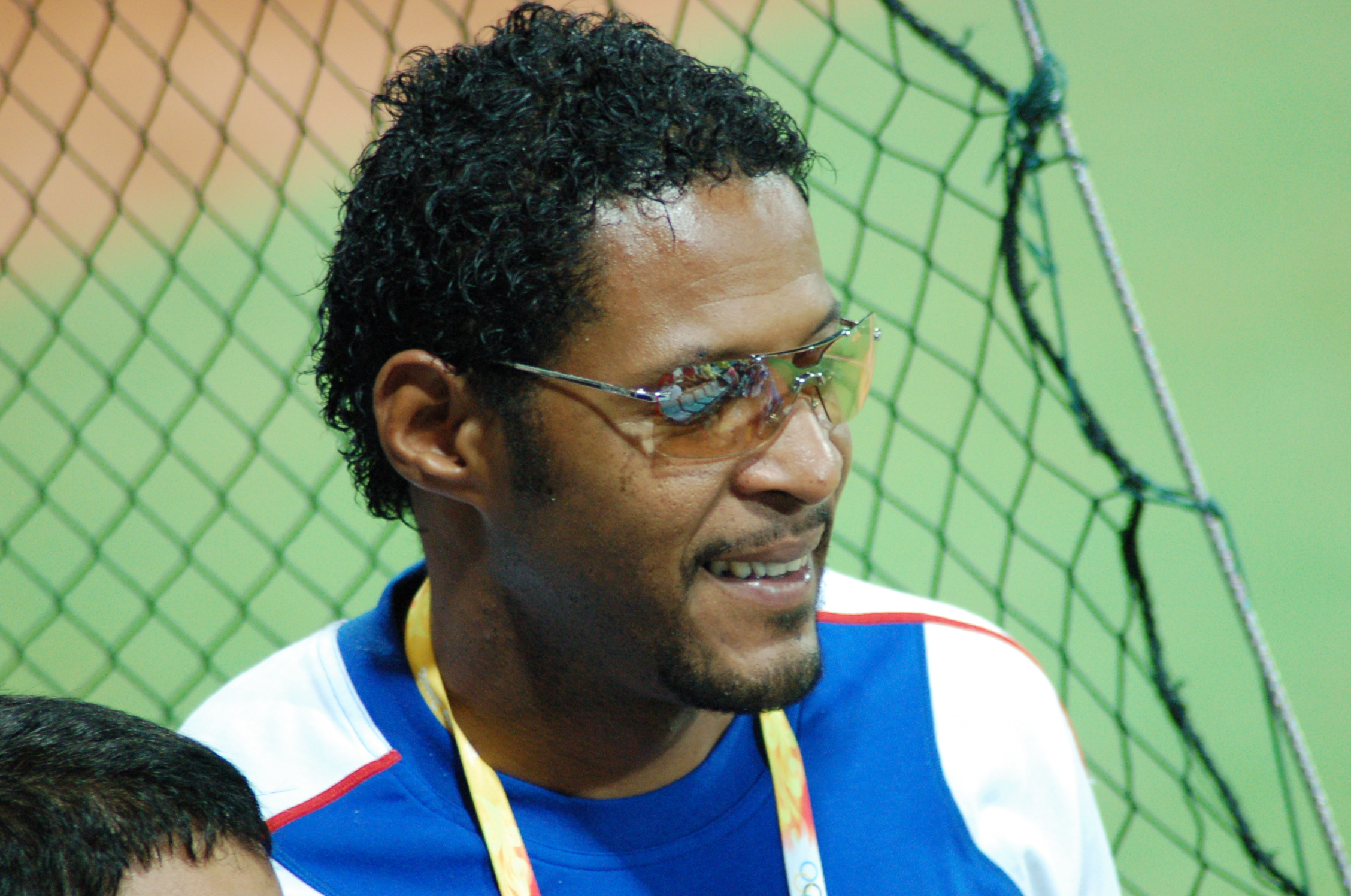
El cubano Javier Sotomayor es el actual plusmarquista mundial desde 1993.

| Altura          | Atleta              | Lugar                         | Fecha                    |
| --------------- | ------------------- | ----------------------------- | ------------------------ |
| 2,00 m (6′ 7″)  | George Horine       | Palo Alto, California, USA    | 18 de mayo de 1912       |
| 2,01 m (6′ 7″)  | Edward Beeson       | Berkeley, California, USA     | 2 de mayo de 1914        |
| 2,03 m (6′ 8″)  | Harold Osborn       | Urbana, Illinois, USA         | 27 de mayo de 1924       |
| 2,04 m (6′ 8″)  | Walter Marty        | Fresno, California, USA       | 13 de mayo de 1933       |
| 2,06 m (6′ 9″)  | Walter Marty        | Palo Alto, California, USA    | 28 de abril de 1934      |
| 2,07 m (6′ 9″)  | Cornelius Johnson   | New York, USA                 | 12 de julio de 1936      |
| 2,07 m (6′ 9″)  | Dave Albritton      | New York, USA                 | 12 de julio de 1936      |
| 2,09 m (6′ 10″) | Melvin Walker       | Malmö, Suecia                 | 12 de agosto de 1937     |
| 2,11 m (6′ 11″) | Lester Steers       | Los Ángeles, USA              | 17 de junio de 1941      |
| 2,12 m (6′ 11″) | Walt Davis          | Dayton, Ohio, USA             | 27 de junio de 1953      |
| 2,15 m (7′ 1″)  | Charles Dumas       | Los Ángeles, USA              | 29 de junio de 1956      |
| 2,16 m (7′ 1″)  | Yuri Stepánov       | Leningrado, Unión Soviética   | 13 de julio de 1957      |
| 2,17 m (7′ 1″)  | John Thomas         | Filadelfia, USA               | 30 de abril de 1960      |
| 2,17 m (7′ 1″)  | John Thomas         | Cambridge, Massachusetts, USA | 21 de mayo de 1960       |
| 2,18 m (7′ 2″)  | John Thomas         | Bakersfield, California, USA  | 24 de junio de 1960      |
| 2,22 m (7′ 3″)  | John Thomas         | Palo Alto, California, USA    | 1 de julio de 1960       |
| 2,23 m (7′ 4″)  | Valeri Brúmel       | Moscú, Unión Soviética        | 18 de junio de 1961      |
| 2,24 m (7′ 4″)  | Valeri Brúmel       | Moscú, Unión Soviética        | 16 de julio de 1961      |
| 2,25 m (7′ 5″)  | Valeri Brúmel       | Sofía, Bulgaria               | 31 de agosto de 1961     |
| 2,26 m (7′ 5″)  | Valeri Brúmel       | Palo Alto, California, USA    | 22 de julio de 1962      |
| 2,27 m (7′ 5″)  | Valeri Brúmel       | Moscú, Unión Soviética        | 29 de septiembre de 1962 |
| 2,28 m (7′ 6″)  | Valeri Brúmel       | Moscú, Unión Soviética        | 21 de julio de 1963      |
| 2,29 m (7′ 6″)  | Pat Matzdorf        | Berkeley, California, USA     | 3 de julio de 1971       |
| 2,30 m (7′ 7″)  | Dwight Stones       | Múnich, Alemania Federal      | 11 de julio de 1973      |
| 2,31 m (7′ 7″)  | Dwight Stones       | Filadelfia, USA               | 5 de junio de 1976       |
| 2,32 m (7′ 7″)  | Dwight Stones       | Filadelfia, USA               | 4 de agosto de 1976      |
| 2,33 m (7′ 8″)  | Vladímir Yáshchenko | Richmond (Virginia), USA      | 2 de junio de 1977       |
| 2,34 m (7′ 8″)  | Vladímir Yáshchenko | Tiflis, Unión Soviética       | 16 de junio de 1978      |
| 2,35 m (7′ 9″)  | Jacek Wszoła        | Eberstadt, Alemania Federal   | 25 de mayo de 1980       |
| 2,35 m (7′ 9″)  | Dietmar Mögenburg   | Rehlingen, Alemania Federal   | 26 de mayo de 1980       |
| 2,36 m (7′ 9″)  | Gerd Wessig         | Moscú, Unión Soviética        | 1 de agosto de 1980      |
| 2,37 m (7′ 9″)  | Zhu Jianhua         | Pekín, China                  | 11 de junio de 1983      |
| 2,38 m (7′ 10″) | Zhu Jianhua         | Shanghái, China               | 22 de septiembre de 1983 |
| 2,39 m (7′ 10″) | Zhu Jianhua         | Eberstadt, Alemania Federal   | 10 de junio de 1984      |
| 2,40 m (7′ 10″) | Rudolf Povarnitsyn  | Donetsk, Unión Soviética      | 11 de agosto de 1985     |
| 2,41 m (7′ 11″) | Ígor Paklin         | Kōbe, Japón                   | 4 de septiembre de 1985  |
| 2,42 m (7′ 11″) | Patrik Sjöberg      | Estocolmo, Suecia             | 30 de junio de 1987      |
| 2,43 m (8′ 0″)  | Javier Sotomayor    | Salamanca, España             | 8 de septiembre de 1988  |
| 2,44 m (8′ 0″)  | Javier Sotomayor    | San Juan, Puerto Rico         | 29 de julio de 1989      |
| 2,45 m (8′ 0″)  | Javier Sotomayor    | Salamanca, España             | 27 de julio de 1993      |

### Femenino

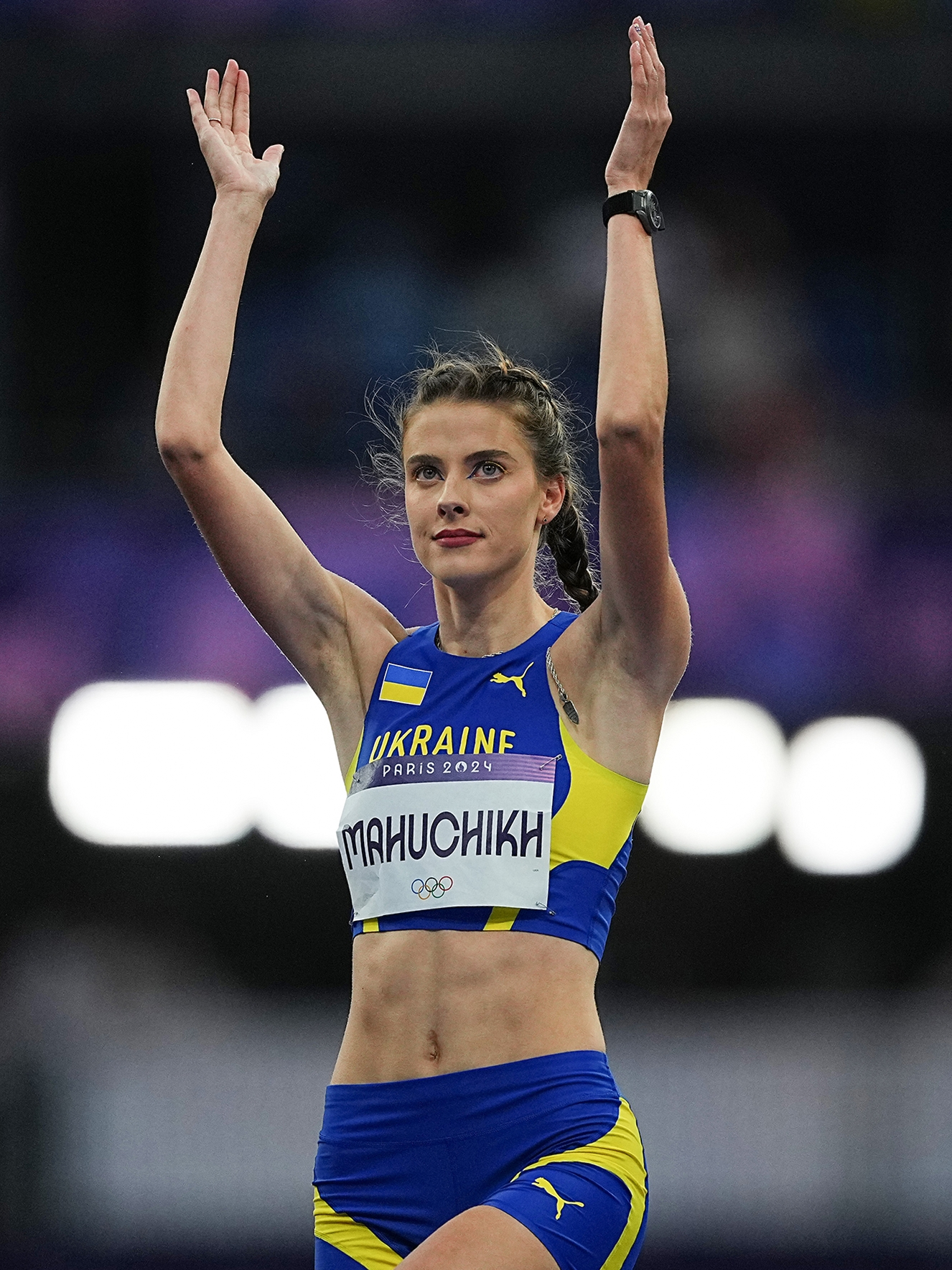
Yaroslava Mahuchij es la actual plusmarquista mundial desde el 7 de julio de 2024.

| Altura           | Atleta              | Lugar                             | Fecha                    |
| ---------------- | ------------------- | --------------------------------- | ------------------------ |
| 1,46 m (4′ 9″)   | Nancy Vorhees       | Simsbury, USA                     | 20 de mayo de 1922       |
| 1,485 m (4′ 10″) | Elizabeth Stine     | Leonia, USA                       | 26 de mayo de 1923       |
| 1,485 m (4′ 10″) | Sophie Eliott-Lynn  | Brentwood, Reino Unido            | 6 de agosto de 1923      |
| 1,524 m (5′ 0″)  | Phyllis Green       | Londres, Reino Unido              | 11 de julio de 1925      |
| 1,552 m (5′ 1″)  | Phyllis Green       | Londres, Reino Unido              | 2 de agosto de 1926      |
| 1,58 m (5′ 2″)   | Ethel Catherwood    | Regina, Canadá                    | 6 de septiembre de 1926  |
| 1,58 m (5′ 2″)   | Lien Gisolf         | Bruselas, Bélgica                 | 3 de julio de 1928       |
| 1,595 m (5′ 3″)  | Ethel Catherwood    | Ámsterdam, Países Bajos           | 5 de agosto de 1928      |
| 1,605 m (5′ 3″)  | Lien Gisolf         | Maastricht, Países Bajos          | 18 de agosto de 1929     |
| 1,62 m (5′ 4″)   | Lien Gisolf         | Ámsterdam, Países Bajos           | 12 de junio de 1932      |
| 1,65 m (5′ 5″)   | Jean Shiley         | Los Ángeles, USA                  | 7 de agosto de 1932      |
| 1,65 m (5′ 5″)   | Mildred Didrikson   | Los Ángeles, USA                  | 7 de agosto de 1932      |
| 1,66 m (5′ 5″)   | Dorothy Odam        | Brentwood, Reino Unido            | 29 de mayo de 1939       |
| 1,66 m (5′ 5″)   | Esther van Heerden  | Stellenbosch, Sudáfrica           | 29 de marzo de 1941      |
| 1,66 m (5′ 5″)   | Ilsebill Pfenning   | Lugano, Suiza                     | 27 de julio de 1941      |
| 1,71 m (5′ 7″)   | Fanny Blankers-Koen | Ámsterdam, Países Bajos           | 30 de mayo de 1943       |
| 1,72 m (5′ 8″)   | Sheila Lerwill      | Londres, Reino Unido              | 7 de julio de 1951       |
| 1,73 m (5′ 8″)   | Aleksandra Chúdina  | Kiev, Unión Soviética             | 22 de mayo de 1954       |
| 1,74 m (5′ 9″)   | Thelma Hopkins      | Belfast, Reino Unido              | 5 de mayo de 1956        |
| 1,75 m (5′ 9″)   | Iolanda Balaș       | Bucarest, Rumania                 | 14 de julio de 1956      |
| 1,76 m (5′ 9″)   | Mildred McDaniel    | Melbourne, Australia              | 1 de diciembre de 1956   |
| 1,76 m (5′ 9″)   | Iolanda Balaș       | Bucarest, Rumania                 | 13 de octubre de 1957    |
| 1,77 m (5′ 10″)  | Zheng Fengrong      | Pekín, China                      | 17 de noviembre de 1957  |
| 1,78 m (5′ 10″)  | Iolanda Balaș       | Bucarest, Rumania                 | 7 de junio de 1958       |
| 1,80 m (5′ 11″)  | Iolanda Balaș       | Cluj-Napoca, Rumania              | 22 de junio de 1958      |
| 1,81 m (5′ 11″)  | Iolanda Balaș       | Poiana Brasov, Rumania            | 31 de julio de 1958      |
| 1,82 m (6′ 0″)   | Iolanda Balaș       | Bucarest, Rumania                 | 4 de octubre de 1958     |
| 1,83 m (6′ 0″)   | Iolanda Balaș       | Bucarest, Rumania                 | 18 de octubre de 1958    |
| 1,84 m (6′ 0″)   | Iolanda Balaș       | Bucarest, Rumania                 | 21 de septiembre de 1959 |
| 1,85 m (6′ 1″)   | Iolanda Balaș       | Bucarest, Rumania                 | 6 de junio de 1960       |
| 1,86 m (6′ 1″)   | Iolanda Balaș       | Bucarest, Rumania                 | 10 de julio de 1960      |
| 1,87 m (6′ 2″)   | Iolanda Balaș       | Bucarest, Rumania                 | 15 de abril de 1961      |
| 1,88 m (6′ 2″)   | Iolanda Balaș       | Varsovia, Polonia                 | 18 de junio de 1961      |
| 1,90 m (6′ 3″)   | Iolanda Balaș       | Budapest, Hungría                 | 8 de julio de 1961       |
| 1,91 m (6′ 3″)   | Iolanda Balaș       | Sofía, Bulgaria                   | 16 de julio de 1961      |
| 1,92 m (6′ 4″)   | Ilona Gusenbauer    | Viena, Austria                    | 4 de septiembre de 1971  |
| 1,92 m (6′ 4″)   | Ulrike Meyfarth     | Múnich, Alemania Federal          | 4 de septiembre de 1972  |
| 1,94 m (6′ 4″)   | Yordanka Blagoeva   | Zagreb, Yugoslavia                | 24 de septiembre de 1972 |
| 1,94 m (6′ 4″)   | Rosemarie Ackermann | Berlín, Alemania Federal          | 24 de agosto de 1974     |
| 1,95 m (6′ 5″)   | Rosemarie Ackermann | Roma, Italia                      | 8 de septiembre de 1974  |
| 1,96 m (6′ 5″)   | Rosemarie Ackermann | Dresde, Alemania Democrática      | 8 de mayo de 1976        |
| 1,96 m (6′ 5″)   | Rosemarie Ackermann | Dresde, Alemania Democrática      | 3 de julio de 1977       |
| 1,97 m (6′ 6″)   | Rosemarie Ackermann | Helsinki, Finlandia               | 14 de agosto de 1977     |
| 1,97 m (6′ 6″)   | Rosemarie Ackermann | Berlín, Alemania Federal          | 26 de agosto de 1977     |
| 2,00 m (6′ 7″)   | Rosemarie Ackermann | Berlín, Alemania Federal          | 26 de agosto de 1977     |
| 2,01 m (6′ 7″)   | Sara Simeoni        | Brescia, Italia                   | 4 de agosto de 1978      |
| 2,01 m (6′ 7″)   | Sara Simeoni        | Praga, Checoslovaquia             | 31 de agosto de 1978     |
| 2,02 m (6′ 8″)   | Ulrike Meyfarth     | Atenas, Grecia                    | 8 de septiembre de 1982  |
| 2,03 m (6′ 8″)   | Ulrike Meyfarth     | Londres, Reino Unido              | 21 de agosto de 1983     |
| 2,03 m (6′ 8″)   | Tamara Býkova       | Londres, Reino Unido              | 21 de agosto de 1983     |
| 2,04 m (6′ 8″)   | Tamara Býkova       | Pisa, Italia                      | 25 de agosto de 1983     |
| 2,05 m (6′ 9″)   | Tamara Býkova       | Kiev, Unión Soviética             | 22 de junio de 1984      |
| 2,07 m (6′ 9″)   | Liudmila Andonova   | Berlín Este, Alemania Democrática | 20 de julio de 1984      |
| 2,07 m (6′ 9″)   | Stefka Kostadinova  | Sofía, Bulgaria                   | 25 de mayo de 1986       |
| 2,08 m (6′ 10″)  | Stefka Kostadinova  | Sofía, Bulgaria                   | 31 de mayo de 1986       |
| 2,09 m (6′ 10″)  | Stefka Kostadinova  | Roma, Italia                      | 30 de agosto de 1987     |
| 2,10 m (6′ 11″)  | Yaroslava Mahuchij  | París, Francia                    | 7 de julio de 2024       |

## Atletas con mejores marcas mundiales

### Mejores marcas masculinas
Actualizado a septiembre de 2019 (Marcas al aire libre)
| Ranking | Marca | Atleta             | País            | Fecha                   | Lugar                      |
| ------- | ----- | ------------------ | --------------- | ----------------------- | -------------------------- |
| 1       | 2,45  | Javier Sotomayor   | Cuba            | 27 de julio de 1993     | Salamanca, España          |
| 2       | 2,43  | Mutaz Essa Barshim | Catar           | 5 de septiembre de 2014 | Bruselas, Bélgica          |
| 3       | 2,42  | Bohdan Bondarenko  | Ucrania         | 4 de julio de 2013      | Lausana, Suiza             |
| 3       | 2,42  | Patrik Sjöberg     | Suecia          | 30 de junio de 1987     | Estocolmo, Suecia          |
| 5       | 2,41  | Ígor Paklin        | Unión Soviética | 4 de septiembre de 1985 | Kōbe, Japón                |
| 5       | 2,41  | Iván Újov          | Rusia           | 9 de mayo de 2014       | Doha, Catar                |
| 7       | 2,40  | Rudolf Povarnitsyn | Unión Soviética | 11 de agosto de 1985    | Donetsk, Unión Soviética   |
| 7       | 2,40  | Sorin Matei        | Rumania         | 20 de junio de 1990     | Bratislava, Checoslovaquia |
| 7       | 2,40  | Charles Austin     | Estados Unidos  | 7 de agosto de 1991     | Zúrich, Suiza              |
| 7       | 2,40  | Viacheslav Voronin | Rusia           | 5 de agosto de 2000     | Londres, Reino Unido       |
| 7       | 2,40  | Stefan Holm        | Suecia          | 6 de marzo de 2005      | Madrid, España             |
| 7       | 2,40  | Derek Drouin       | Canadá          | 25 de abril de 2014     | Des Moines, Estados Unidos |
| 7       | 2,40  | Andriy Protsenko   | Ucrania         | 3 de julio de 2014      | Lausana, Suiza             |
| 7       | 2,40  | Danil Lysenko      | Rusia           | 20 de julio de 2018     | Mónaco                     |

### Mejores marcas femeninas
Actualizado a septiembre de 2019 (Marcas al aire libre)
| Ranking | Marca | Atleta             | País            | Fecha                                  | Lugar                                    |
| ------- | ----- | ------------------ | --------------- | -------------------------------------- | ---------------------------------------- |
| 1       | 2,10  | Yaroslava Mahuchij | Ucrania         | 7 de agosto de 2024                    | París, Francia                           |
| 2       | 2,09  | Stefka Kostadinova | Bulgaria        | 30 de agosto de 1987                   | Roma, Italia                             |
| 3       | 2,08  | Blanka Vlašić      | Croacia         | 31 de agosto de 2009                   | Zagreb, Croacia                          |
| 4       | 2,07  | Liudmila Andonova  | Bulgaria        | 20 de julio de 1984                    | Berlín, Alemania                         |
| 4       | 2,07  | Anna Chícherova    | Rusia           | 22 de julio de 2011                    | Cheboksary, Rusia                        |
| 6       | 2,06  | Kajsa Bergqvist    | Suecia          | 26 de julio de 2003                    | Eberstadt, Alemania                      |
| 6       | 2,06  | Hestrie Cloete     | Sudáfrica       | 31 de agosto de 2003                   | París, Francia                           |
| 6       | 2,06  | Yelena Slesarenko  | Rusia           | 28 de agosto de 2004                   | Atenas, Grecia                           |
| 6       | 2,06  | Ariane Friedrich   | Alemania        | 14 de junio de 2009                    | Berlín, Alemania                         |
| 6       | 2,06  | Mariya Lasitskene  | Rusia           | 6 de julio de 2017 20 de junio de 2019 | Lausanne, Suiza Ostrava, República Checa |
| 11      | 2,05  | Tamara Býkova      | Unión Soviética | 22 de junio de 1984                    | Kiev, Unión Soviética                    |
| 11      | 2,05  | Heike Henkel       | Alemania        | 31 de agosto de 1991                   | Tokio, Japón                             |
| 11      | 2,05  | Inha Babakova      | Ucrania         | 15 de septiembre de 1995               | Tokio, Japón                             |
| 11      | 2,05  | Tia Hellebaut      | Bélgica         | 23 de agosto de 2008                   | Pekín, China                             |
| 11      | 2,05  | Chaunté Lowe       | Estados Unidos  | 26 de junio de 2010                    | Des Moines, Estados Unidos               |

## Campeones olímpicos

### Masculino
Para medallistas ver Anexo:Medallistas olímpicos en atletismo (Salto de altura masculino).
| Edición             | Oro                                                                     | Plata                                                                         | Bronce                                                                         |
| ------------------- | ----------------------------------------------------------------------- | ----------------------------------------------------------------------------- | ------------------------------------------------------------------------------ |
| Atenas 1896         | Ellery Clark (1,81 m) · Estados Unidos                                  | James Connolly · Estados Unidos Robert Garrett · Estados Unidos               | medalla no otorgada                                                            |
| París 1900          | Irving Baxter (1,90 m) · Estados Unidos                                 | Patrick Leahy · Reino Unido                                                   | Lajos Gönczy · Hungría                                                         |
| Saint Louis 1904    | Samuel Jones (1,80 m) · Estados Unidos                                  | Garrett Serviss · Estados Unidos                                              | Paul Weinstein · Alemania                                                      |
| Londres 1908        | Harry Porter (1,905 m) · Estados Unidos                                 | Georges André · Francia Cornelius Leahy · Reino Unido István Somodi · Hungría | medalla no otorgada                                                            |
| Estocolmo 1912      | Alma Richards (1,93 m) · Estados Unidos                                 | Hans Liesche · Alemania                                                       | George Horine · Estados Unidos                                                 |
| Amberes 1920        | Richmond Landon (1,935 m) · Estados Unidos                              | Harold Muller · Estados Unidos                                                | Bo Ekelund · Suecia                                                            |
| París 1924          | Harold Osborn (1,98 m) · Estados Unidos                                 | Leroy Brown · Estados Unidos                                                  | Pierre Lewden · Francia                                                        |
| Ámsterdam 1928      | Robert Wade King (1,94 m) · Estados Unidos                              | Benjamin Hedges · Estados Unidos                                              | Claude Ménard · Francia                                                        |
| Los Ángeles 1932    | Duncan McNaughton (1,97 m) · Canadá                                     | Robert van Osdel · Estados Unidos                                             | Simeon Toribio · Filipinas                                                     |
| Berlín 1936         | Cornelius Johnson (2,03 m) · Estados Unidos                             | Dave Albritton · Estados Unidos                                               | Delos Thurber · Estados Unidos                                                 |
| Londres 1948        | John Winter (1,98 m) · Australia                                        | Bjørn Paulson · Noruega                                                       | George Stanich · Estados Unidos                                                |
| Helsinki 1952       | Walter Davis (2,04 m) · Estados Unidos                                  | Kenneth Wiesner · Estados Unidos                                              | José da Conceição · Brasil                                                     |
| Melbourne 1956      | Charles Dumas (2,12 m) · Estados Unidos                                 | Charles Porter · Australia                                                    | Ígor Kashkarov · Unión Soviética                                               |
| Roma 1960           | Robert Shavlakadze (2,16 m) · Unión Soviética                           | Valeri Brúmel · Unión Soviética                                               | John Thomas · Estados Unidos                                                   |
| Tokio 1964          | Valeri Brúmel (2,18 m) · Unión Soviética                                | John Thomas · Estados Unidos                                                  | John Rambo · Estados Unidos                                                    |
| México 1968         | Dick Fosbury (2,24 m) · Estados Unidos                                  | Ed Caruthers · Estados Unidos                                                 | Valentín Gavrílov · Unión Soviética                                            |
| Múnich 1972         | Yuri Tarmak (2,23 m) · Unión Soviética                                  | Stefan Junge · Alemania Oriental                                              | Dwight Stones · Estados Unidos                                                 |
| Montreal 1976       | Jacek Wszoła (2,25 m) · Polonia                                         | Greg Joy · Canadá                                                             | Dwight Stones · Estados Unidos                                                 |
| Moscú 1980          | Gerd Wessig (2,36 m) · Alemania Oriental                                | Jacek Wszoła · Polonia                                                        | Jörg Freimuth · Alemania Oriental                                              |
| Los Ángeles 1984    | Dietmar Mögenburg (2,35 m) · Alemania Occidental                        | Patrik Sjöberg · Suecia                                                       | Zhu Jianhua · República Popular China                                          |
| Seúl 1988           | Guennadi Avdéyenko (2,38 m) · Unión Soviética                           | Hollis Conway · Estados Unidos                                                | Rudolf Povarnitsyn · Unión Soviética Patrik Sjöberg · Suecia                   |
| Barcelona 1992      | Javier Sotomayor (2,34 m) · Cuba                                        | Patrik Sjöberg · Suecia                                                       | Hollis Conway · Estados Unidos Tim Forsyth · Australia Artur Partyka · Polonia |
| Atlanta 1996        | Charles Austin (2,39 m ) · Estados Unidos                               | Artur Partyka · Polonia                                                       | Steve Smith · Reino Unido                                                      |
| Sídney 2000         | Serguéi Kliuguin (2,35 m) · Rusia                                       | Javier Sotomayor · Cuba                                                       | Abderrahmane Hammad · Argelia                                                  |
| Atenas 2004         | Stefan Holm (2,36 m) · Suecia                                           | Matt Hemingway · Estados Unidos                                               | Jaroslav Bába · República Checa                                                |
| Pekín 2008          | Andréi Silnov (2,36 m) · Rusia                                          | Germaine Mason · Reino Unido                                                  | Yaroslav Rybakov · Rusia                                                       |
| Londres 2012        | Erik Kynard (2,33 m) · Estados Unidos                                   | Mutaz Essa Barshim · Catar Derek Drouin · Canadá Robert Grabarz · Reino Unido | medalla no otorgada                                                            |
| Río de Janeiro 2016 | Derek Drouin (2,38 m) · Canadá                                          | Mutaz Essa Barshim · Catar                                                    | Bohdan Bondarenko · Ucrania                                                    |
| Tokio 2020          | Gianmarco Tamberi (2,37 m) · Italia Mutaz Essa Barshim (2,37 m) · Catar | medalla no otorgada                                                           | Maxim Nedasekau · Bielorrusia                                                  |
| París 2024          | Hamish Kerr (2,36 m) · Nueva Zelanda                                    | Shelby McEwen · Estados Unidos                                                | Mutaz Essa Barshim · Catar                                                     |

### Femenino
| Edición             | Oro                                              | Plata                                                          | Bronce                                                     |
| ------------------- | ------------------------------------------------ | -------------------------------------------------------------- | ---------------------------------------------------------- |
| Ámsterdam 1928      | Ethel Catherwood (1,59 m) · Canadá               | Lien Gisolf · Países Bajos                                     | Mildred Wiley · Estados Unidos                             |
| Los Ángeles 1932    | Jean Shiley (1,65 m) · Estados Unidos            | Mildred Didrikson · Estados Unidos                             | Eva Dawes · Canadá                                         |
| Berlín 1936         | Ibolya Csád (1,60 m) · Hungría                   | Dorothy Tyler · Reino Unido                                    | Elfriede Kaun · Alemania                                   |
| Londres 1948        | Alice Coachman (1,68 m) · Estados Unidos         | Dorothy Tyler · Reino Unido                                    | Micheline Ostermeyer · Francia                             |
| Helsinki 1952       | Esther Brand (1,67 m) · Sudáfrica                | Sheila Lerwill · Reino Unido                                   | Aleksandra Chúdina · Unión Soviética                       |
| Melbourne 1956      | Mildred McDaniel (1,76 m) · Estados Unidos       | Thelma Hopkins · Reino Unido María Písareva · Unión Soviética  | medalla no otorgada                                        |
| Roma 1960           | Iolanda Balaș (1,85 m) · Rumania                 | Jarosława Jóźwiakowska · Polonia Dorothy Shirley · Reino Unido | medalla no otorgada                                        |
| Tokio 1964          | Iolanda Balaș (1,90 m) · Rumania                 | Michele Brown · Australia                                      | Taísia Chénchik · Unión Soviética                          |
| México 1968         | Miloslava Rezková (1,90 m) · Checoslovaquia      | Antonina Ókorokova · Unión Soviética                           | Valentina Kozyr · Unión Soviética                          |
| Múnich 1972         | Ulrike Meyfarth (1,91 m) · Alemania Occidental   | Yordanka Blagoeva · Bulgaria                                   | Ilona Gusenbauer · Austria                                 |
| Montreal 1976       | Rosemarie Ackermann (1,93 m) · Alemania Oriental | Sara Simeoni · Italia                                          | Yordanka Blagoeva · Bulgaria                               |
| Moscú 1980          | Sara Simeoni (1,97 m) · Italia                   | Urszula Kielan · Polonia                                       | Jutta Kirst · Alemania Oriental                            |
| Los Ángeles 1984    | Ulrike Meyfarth (2,02 m) · Alemania Occidental   | Sara Simeoni · Italia                                          | Joni Huntley · Estados Unidos                              |
| Seúl 1988           | Louise Ritter (2,03 m) · Estados Unidos          | Stefka Kostadinova · Bulgaria                                  | Tamara Býkova · Unión Soviética                            |
| Barcelona 1992      | Heike Henkel (2,02 m) · Alemania                 | Alina Astafei · Rumania                                        | Ioamnet Quintero · Cuba                                    |
| Atlanta 1996        | Stefka Kostadinova (2,05 m) · Bulgaria           | Niki Bakogianni · Grecia                                       | Inha Babakova · Ucrania                                    |
| Sídney 2000         | Yelena Yelésina (2,01 m) · Rusia                 | Hestrie Cloete · Sudáfrica                                     | Kajsa Bergqvist · Suecia Oana Pantelimon · Rumania         |
| Atenas 2004         | Yelena Slesarenko (2,06 m ) · Rusia              | Hestrie Cloete · Sudáfrica                                     | Vita Styopina · Ucrania                                    |
| Pekín 2008          | Tia Hellebaut (2,05 m) · Bélgica                 | Blanka Vlašic · Croacia                                        | Anna Chícherova · Rusia                                    |
| Londres 2012        | Anna Chícherova (2,05 m) · Rusia                 | Brigetta Barrett · Estados Unidos                              | Ruth Beitia · España                                       |
| Río de Janeiro 2016 | Ruth Beitia (1,97 m) · España                    | Mirela Demireva · Bulgaria                                     | Blanka Vlašić · Croacia                                    |
| Tokio 2020          | Mariya Lasitskene (2,04 m) · ROC                 | Nicola McDermott · Australia                                   | Yaroslava Mahuchij · Ucrania                               |
| París 2024          | Yaroslava Mahuchij (2,00 m) · Ucrania            | Nicola Olyslagers · Australia                                  | Eleanor Patterson · Australia Iryna Herashchenko · Ucrania |

## Campeones mundiales
- Ganadores en el Campeonato Mundial de Atletismo.

### Masculino
| Edición         | Oro                | Plata                               | Bronce                        |
| --------------- | ------------------ | ----------------------------------- | ----------------------------- |
| Helsinki 1983   | Guennadi Avdéyenko | Tyke Peacock                        | Zhu Jianhua                   |
| Roma 1987       | Patrik Sjöberg     | Guennadi Avdéyenko Ígor Paklin      | medalla no otorgada           |
| Tokio 1991      | Charles Austin     | Javier Sotomayor                    | Hollis Conway                 |
| Stuttgart 1993  | Javier Sotomayor   | Artur Partyka                       | Steve Smith                   |
| Gotemburgo 1995 | Troy Kemp          | Javier Sotomayor                    | Artur Partyka                 |
| Atenas 1997     | Javier Sotomayor   | Artur Partyka                       | Tim Forsyth                   |
| Sevilla 1999    | Viacheslav Voronin | Mark Boswell                        | Martin Buß                    |
| Edmonton 2001   | Martin Buß         | Yaroslav Rybakov Viacheslav Voronin | medalla no otorgada           |
| París 2003      | Jacques Freitag    | Stefan Holm                         | Mark Boswell                  |
| Helsinki 2005   | Yuri Krymarenko    | Víctor Moya Yaroslav Rybakov        | medalla no otorgada           |
| Osaka 2007      | Donald Thomas      | Yaroslav Rybakov                    | Kyriakos Ioannou              |
| Berlín 2009     | Yaroslav Rybakov   | Kyriakos Ioannou                    | Sylwester Bednarek Raúl Spank |
| Daegu 2011      | Jesse Williams     | Alekséi Dmítrik                     | Trevor Barry                  |
| Moscú 2013      | Bohdan Bondarenko  | Mutaz Essa Barshim                  | Derek Drouin                  |
| Pekín 2015      | Derek Drouin       | Bohdan Bondarenko Zhang Guowei      | medalla no otorgada           |
| Londres 2017    | Mutaz Essa Barshim | Danil Lysenko                       | Mayd Eddin Gazal              |
| Doha 2019       | Mutaz Essa Barshim | Mijail Akimenko                     | Ilia Ivaniuk                  |
| Oregón 2022     | Mutaz Essa Barshim | Woo Sang-Hyeok                      | Andriy Protsenko              |
| Budapest 2023   | Gianmarco Tamberi  | JuVaughn Harrison                   | Mutaz Essa Barshim            |
| Budapest 2023   | Gianmarco Tamberi  | JuVaughn Harrison                   | Mutaz Essa Barshim            |

### Femenino
| Edición         | Oro                               | Plata                                 | Bronce                      |
| --------------- | --------------------------------- | ------------------------------------- | --------------------------- |
| Helsinki 1983   | Tamara Býkova                     | Ulrike Meyfarth                       | Louise Ritter               |
| Roma 1987       | Stefka Kostadinova                | Tamara Býkova                         | Susanne Beyer               |
| Tokio 1991      | Heike Henkel                      | Yelena Yelésina                       | Inga Babakova               |
| Stuttgart 1993  | Ioamnet Quintero                  | Silvia Costa                          | Sigrid Kirchmann            |
| Gotemburgo 1995 | Stefka Kostadinova                | Alina Astafei                         | Inga Babakova               |
| Atenas 1997     | Hanne Haugland                    | Olga Kaliturina Inga Babakova         | medalla no otorgada         |
| Sevilla 1999    | Inga Babakova                     | Yelena Yelésina                       | Svetlana Lápina             |
| Edmonton 2001   | Hestrie Cloete                    | Inga Babakova                         | Kajsa Bergqvist             |
| París 2003      | Hestrie Cloete                    | Marina Kuptsova                       | Kajsa Bergqvist             |
| Helsinki 2005   | Kajsa Bergqvist                   | Chaunté Howard                        | Emma Green                  |
| Osaka 2007      | Blanka Vlašić                     | Antonietta Di Martino Anna Chícherova | medalla no otorgada         |
| Berlín 2009     | Blanka Vlašić                     | Anna Chícherova                       | Ariane Friedrich            |
| Daegu 2011      | Anna Chícherova                   | Blanka Vlašić                         | Antonietta Di Martino       |
| Moscú 2013      | Svetlana Shkólina                 | Brigetta Barrett                      | Ruth Beitia Anna Chícherova |
| Pekín 2015      | Mariya Lasitskene (María Kúchina) | Blanka Vlašić                         | Anna Chícherova             |
| Londres 2017    | Mariya Lasitskene (María Kúchina) | Yulia Lévchenko                       | Kamila Lićwinko             |
| Doha 2019       | Mariya Lasitskene                 | Yaroslava Mahuchij                    | Vashti Cunningham           |
| Oregón 2022     | Eleanor Patterson                 | Yaroslava Mahuchij                    | Elena Vallortigara          |
| Budapest 2023   | Yaroslava Mahuchij                | Eleanor Patterson                     | Nicola Olyslagers           |

## Mejores marcas por temporada
| Año  | Tiempo   | Atleta                                                             | Lugar                          |
| ---- | -------- | ------------------------------------------------------------------ | ------------------------------ |
| 1970 |          | ----------                                                         |                                |
| 1971 | 2.29     | Pat Matzdorf                                                       | Berkeley                       |
| 1972 | 2.25     | Yuri Tarmak                                                        | Moscú                          |
| 1973 | 2.30     | Dwight Stones                                                      | Múnich                         |
| 1974 | 2.28     | Dwight Stones                                                      | Oslo                           |
| 1975 | 2.28     | Dwight Stones                                                      | Nueva York                     |
| 1976 | 2.32     | Dwight Stones                                                      | Filadelfia                     |
| 1977 | 2.33     | Vladímir Yáshchenko                                                | Richmond                       |
| 1978 | 2.35     | Vladímir Yáshchenko                                                | Milán                          |
| 1979 | 2.32     | Dietmar Mögenburg                                                  | Ottawa                         |
| 1980 | 2.36     | Gerd Wessig                                                        | Moscú                          |
| 1981 | 2.33     | Alekséi Demianiuk                                                  | Leningrado                     |
| 1982 | 2.33     | Zhu Jianhua                                                        | Delhi                          |
| 1983 | 2.38     | Zhu Jianhua                                                        | Shanghái                       |
| 1984 | 2.39     | Zhu Jianhua                                                        | Eberstadt                      |
| 1985 | 2.41     | Ígor Paklin                                                        | Kōbe                           |
| 1986 | 2.38     | Ígor Paklin                                                        | Rieti                          |
| 1987 | 2.42     | Patrik Sjöberg                                                     | Estocolmo                      |
| 1988 | 2.43     | Javier Sotomayor                                                   | Salamanca                      |
| 1989 | 2.44     | Javier Sotomayor                                                   | San Juan                       |
| 1990 | 2.40     | Sorin Matei                                                        | Bratislava                     |
| 1991 | 2.40     | Javier Sotomayor Charles Austin Hollis Conway                      | Saint-Denis Zúrich Sevilla     |
| 1992 | 2.38     | Patrik Sjöberg                                                     | Génova                         |
| 1993 | 2.45     | Javier Sotomayor                                                   | Salamanca                      |
| 1994 | 2.42     | Javier Sotomayor                                                   | Sevilla                        |
| 1995 | 2.40     | Javier Sotomayor                                                   | Mar del Plata                  |
| 1996 | 2.39     | Charles Austin                                                     | Atlanta                        |
| 1997 | 2.37     | Javier Sotomayor                                                   | Atenas                         |
| 1998 | 2.37     | Javier Sotomayor                                                   | Maracaibo                      |
| 1999 | 2.37     | Viacheslav Voronin                                                 | Sevilla                        |
| 2000 | 2.40     | Viacheslav Voronin                                                 | Londres                        |
| 2001 | 2.37     | Viacheslav Voronin                                                 | Eberstadt                      |
| 2002 | 2.37     | Jacques Freitag                                                    | Durban                         |
| 2003 | 2.36     | Aleksander Walerianczyk                                            | Bydgoszcz                      |
| 2004 | 2.37     | Stefan Holm                                                        | Estocolmo                      |
| 2005 | 2.40 (i) | Stefan Holm                                                        | Madrid                         |
| 2006 | 2.37     | Andréi Silnov Yaroslav Rybakov Iván Újov                           | Mónaco Arnstadt;Moscú Arnstadt |
| 2007 | 2.39 (i) | Iván Újov                                                          | Moscú                          |
| 2008 | 2.38     | Andréi Silnov Yaroslav Rybakov                                     | Londres Moscú                  |
| 2009 | 2.40 (i) | Iván Újov                                                          | El Pireo                       |
| 2010 | 2.38 (i) | Iván Újov                                                          | Banská Bystrica                |
| 2011 | 2.38 (i) | Iván Újov                                                          | Banská Bystrica Paris-Bercy    |
| 2012 | 2.39     | Iván Újov Mutaz Essa Barshim                                       | Cheboksary Lausana             |
| 2013 | 2.41     | Bohdan Bondarenko                                                  | Lausana                        |
| 2014 | 2.43     | Mutaz Essa Barshim                                                 | Bruselas                       |
| 2015 | 2.41     | Mutaz Essa Barshim                                                 | Athlone; Eugene                |
| 2016 | 2.40     | Mutaz Essa Barshim                                                 | Opole                          |
| 2017 | 2.40     | Mutaz Essa Barshim                                                 | Birmingham                     |
| 2018 | 2.40     | Mutaz Essa Barshim                                                 | Doha                           |
| 2019 | 2.37     | Mutaz Essa Barshim                                                 | Doha                           |
| 2020 | 2.33     | Maksim Nedasekau                                                   | Minsk                          |
| 2021 | 2.37     | Maksim Nedasekau Ilya Ivanyuk Gianmarco Tamberi Mutaz Essa Barshim | Toruń Smolensk Tokio           |
| 2022 | 2.37     | Mutaz Essa Barshim                                                 | Eugene                         |
| 2023 | 2.38     | Danil Lysenko                                                      | Moscú                          |

| Año  | Tiempo | Atleta                                    | Lugar                   |
| ---- | ------ | ----------------------------------------- | ----------------------- |
| 1970 | 1.87   | Antonina Lázareva                         | Kiev                    |
| 1971 | 1.92   | Ilona Gusenbauer                          | Viena                   |
| 1972 | 1.94   | Yordanka Blagoeva                         | Zagreb                  |
| 1973 | 1.92   | Yordanka Blagoeva                         | Varsovia                |
| 1974 | 1.95   | Rosemarie Ackermann                       | Roma                    |
| 1975 | 1.94   | Rosemarie Ackermann                       | Niza                    |
| 1976 | 1.96   | Rosemarie Ackermann                       | Dresde                  |
| 1977 | 2.00   | Rosemarie Ackermann                       | Berlín                  |
| 1978 | 2.01   | Sara Simeoni                              | Brescia                 |
| 1979 | 1.99   | Rosemarie Ackermann                       | Turín                   |
| 1980 | 1.98   | Sara Simeoni                              | Turín                   |
| 1981 | 1.97   | Pam Spencer                               | Bruselas                |
| 1982 | 2.02   | Ulrike Meyfarth                           | Atenas                  |
| 1983 | 2.04   | Tamara Býkova                             | Pisa;Budapest           |
| 1984 | 2.07   | Liudmila Andonova                         | Berlín                  |
| 1985 | 2.06   | Stefka Kostadinova                        | Moscú                   |
| 1986 | 2.08   | Stefka Kostadinova                        | Sofía                   |
| 1987 | 2.09   | Stefka Kostadinova                        | Roma                    |
| 1988 | 2.07   | Stefka Kostadinova                        | Sofía                   |
| 1989 | 2.04   | Silvia Costa Stefka Kostadinova           | Barcelona El Pireo      |
| 1990 | 2.02   | Yelena Yelésina                           | Seattle                 |
| 1991 | 2.05   | Heike Henkel                              | Tokio                   |
| 1992 | 2.07   | Heike Henkel                              | Karlsruhe               |
| 1993 | 2.05   | Stefka Kostadinova                        | Fukuoka                 |
| 1994 | 2.02   | Alina Astafei                             | Berlín                  |
| 1995 | 2.05   | Inga Babakova                             | Tokio                   |
| 1996 | 2.05   | Stefka Kostadinova                        | Atlanta                 |
| 1997 | 2.02   | Stefka Kostadinova Inga Babakova          | Paris-Bercy Fukuoka     |
| 1998 | 2.03   | Venelina Veneva                           | Kalamata                |
| 1999 | 2.04   | Hestrie Cloete                            | Mónaco                  |
| 2000 | 2.02   | Monica Iagăr                              | Villeneuve d'Ascq       |
| 2001 | 2.04   | Venelina Veneva                           | Kalamata                |
| 2002 | 2.05   | Kajsa Bergqvist                           | Poznań                  |
| 2003 | 2.06   | Kajsa Bergqvist Hestrie Cloete            | Eberstadt Saint-Denis   |
| 2004 | 2.06   | Yelena Slesarenko                         | Atenas                  |
| 2005 | 2.03   | Kajsa Bergqvist                           | Sheffield               |
| 2006 | 2.08   | Kajsa Bergqvist                           | Arnstadt                |
| 2007 | 2.07   | Blanka Vlašić                             | Estocolmo               |
| 2008 | 2.06   | Blanka Vlašić                             | Estambul Madrid         |
| 2009 | 2.08   | Blanka Vlašić                             | Zagreb                  |
| 2010 | 2.06   | Blanka Vlašić                             | Arnstadt                |
| 2011 | 2.07   | Anna Chícherova                           | Cheboksary              |
| 2012 | 2.06   | Anna Chícherova                           | Arnstadt                |
| 2013 | 2.04   | Brigetta Barrett                          | Des Moines              |
| 2014 | 2.01   | María Kúchina Anna Chícherova Ruth Beitia | Estocolmo Eugene Zúrich |
| 2015 | 2.03   | Anna Chícherova                           | Lausanne                |
| 2016 | 2.01   | Chaunté Lowe                              | Eugene                  |
| 2017 | 2.06   | María Lasitskene                          | Lausana                 |
| 2018 | 2.04   | María Lasitskene                          | París                   |
| 2019 | 2.06   | Mariya Lasitskene                         | Ostrava                 |
| 2020 | 2.05   | Mariya Lasitskene                         | Moscú                   |
| 2021 | 2.06   | Yaroslava Mahuchikh                       | Banská Bystrica         |
| 2022 | 2.05   | Yaroslava Mahuchikh                       | Bruselas                |
| 2023 | 2.03   | Yaroslava Mahuchikh Nicola Olyslagers     | Eugene                  |

## Diferenciales de altura
Lista de todos los tiempos de atletas con los saltos más altos por encima de su propia altura.

### Hombres
| Pos. | Diferencial | Atleta             | Altura | Marca  |
| ---- | ----------- | ------------------ | ------ | ------ |
| 1    | 0,59 m      | Stefan Holm        | 1,81 m | 2,40 m |
| 1    | 0,59 m      | Franklin Jacobs    | 1,73 m | 2,32 m |
| 3    | 0,58 m      | Linus Thörnblad    | 1,80 m | 2,38 m |
| 3    | 0,58 m      | Anton Riepl        | 1,75 m | 2,33 m |
| 3    | 0,58 m      | Rick Noji          | 1,73 m | 2,31 m |
| 6    | 0,57 m      | Hollis Conway      | 1,83 m | 2,40 m |
| 7    | 0,56 m      | Takahiro Kimino    | 1,76 m | 2,32 m |
| 7    | 0,56 m      | Charles Austin     | 1,84 m | 2,40 m |
| 7    | 0,56 m      | Sorin Matei        | 1,84 m | 2,40 m |
| 10   | 0,55 m      | Robert Wolski      | 1,84 m | 2,31 m |
| 10   | 0,55 m      | Hari Shankar Roy   | 1,70 m | 2,25 m |
| 10   | 0,55 m      | Marcello Benvenuti | 1,78 m | 2,33 m |
| 10   | 0,55 m      | Milton Ottey       | 1,78 m | 2,33 m |

### Mujeres
| Pos. | Diferencial | Atleta                | Altura | Marca  |
| ---- | ----------- | --------------------- | ------ | ------ |
| 1    | 0,35 m      | Antonietta Di Martino | 1,69 m | 2,04 m |
| 2    | 0,33 m      | Kajsa Bergqvist       | 1,75 m | 2,08 m |
| 2    | 0,33 m      | Niki Bakoyianni       | 1,70 m | 2,03 m |
| 4    | 0,32 m      | Yolanda Henry         | 1,68 m | 2,00 m |
| 4    | 0,32 m      | Emilia Dragieva       | 1,68 m | 2,00 m |
| 6    | 0,31 m      | Marie Collonvillé     | 1,63 m | 1,94 m |
| 6    | 0,31 m      | Inika McPherson       | 1,65 m | 1,96 m |
| 8    | 0,30 m      | Jessica Ennis         | 1,65 m | 1,95 m |
| 8    | 0,30 m      | Viktoria Seriogina    | 1,70 m | 2,00 m |
| 8    | 0,30 m      | Antonella Bevilacqua  | 1,69 m | 1,99 m |
| 8    | 0,30 m      | Liudmila Andonova     | 1,77 m | 2,07 m |
| 8    | 0,30 m      | Cindy Holmes          | 1,53 m | 1,83 m |
| 8    | 0,30 m      | Yaroslava Mahuchij    | 1,80 m | 2,10 m |